# 2-joodbenzoëzuur
2-joodbenzoëzuur is een organische verbinding met als brutoformule C7H5IO2. De stof komt voor als een wit tot lichtbruin corrosief poeder, dat slecht oplosbaar is in water.

## Synthese
2-joodbenzoëzuur wordt bereid via een Sandmeyer-reactie, uitgaande van antranilzuur. De aminegroep in antranilzuur wordt met natriumnitriet en zwavelzuur gediazoteerd, waarna de diazogroep onder de vorm van stikstofgas door kaliumjodide uit de molecule wordt verdreven.
Deze synthesemethode wordt vaak uitgevoerd als voorbeeldreactie voor de Sandmeyer-reactie.

## Toepassingen
2-joodbenzoëzuur is een startverbinding bij de synthese van jodosobenzoaten. Dit zijn nuttige oxidatoren die in staat zijn om bijvoorbeeld carbonylverbindingen te vormen uit primaire of secundaire alcoholen. Jodosobenzoaten worden verkozen boven de traditionele op metaal gebaseerde oxidatoren, wegens hun hoge reactiviteit en selectiviteit. Bovendien zijn ze weinig schadelijk voor het milieu. De zouten van 2-joodbenzoëzuur, joodbenzoaten, worden gebruikt als anti-infectiemiddelen, anticeptiva en als contraststof bij röntgenfoto's in de radiologie.